# 静斎英一
静斎 英一（せいさい えいいち、文政元年〈1818年〉 - 嘉永元年10月24日〈1848年11月19日〉）とは、江戸時代後期の浮世絵師。

## 来歴
渓斎英泉の門人。姓は小林、俗称市太郎。静斎と号す。江戸下谷鳩組前に住む。作画期は天保中期から弘化の頃で、人物画、花鳥画の他、人情本、合巻の挿絵などを手がけた。享年31。

## 作品
- 『春暁八幡佳年』三 - 六編　人情本、為永春水作。天保7 - 9年（1836 - 1838年）刊行
- 『春色初旭の出』　人情本、為永春雅・旭亭滝昇作。天保10年（1839年） - 天保11年刊行
- 『嫩髻蛇物語』（ふりわけがみおろちものがたり）二・三編　読本、松亭金作の作。天保10年 - 安政4年（1857年）刊行
- 『春色初若菜』初編　人情本、狂文亭春江作。天保11年刊行
- 『地久知絵手本』 絵手本、一瓢庵編。弘化4年（1847年）刊行
- 「李白観瀑、柳に燕、松に鶴」　大判錦絵　※張交絵